# 國防部政治作戰總隊心理作戰大隊第五中隊
國防部政治作戰總隊心理作戰大隊第五中隊（舊稱藝工總隊、藝宣中心）是中華民國國防部政治作戰局政治作戰總隊心理作戰大隊下的專業部隊。任務是中華民國國軍各級部隊大型勞軍晚會、賑災及外島、離島、演訓部隊小型康樂巡迴演出，以及總統府、行政院及各部會大型專案任務暨全民國防軍民聯歡演出任務，至今已經有60週年的歷史。
過去藝工總隊裡面的成員包括了中校隊長、少校副隊長、少校輔導長、少校表演組組長以及其他37位士官和士兵，大部分的人都是志願役軍職人員。2013年11月縮編為心戰大隊第五中隊後，編制為40人。除了平常必須排舞，還要拆裝與搬運道具、布景，因此需要很多的時間執行任務，而其餘各組的任務都不同；因此藝工隊可以說是國軍精神戰力的重要指標。

## 歷史
1950年4月，國軍各級部隊的文藝宣傳團隊合併成立國防部康樂總隊，直屬國防部，下轄2支話劇隊、2支巡迴康樂車隊、7支電影隊、1支雜技隊。1958年，國防部康樂總隊增設歌仔戲隊。1965年，國防部康樂總隊改稱國防部藝術工作總隊（簡稱藝工總隊），隸屬國防部總政治作戰部，增設美工隊、歌劇隊、國光合唱團。
國軍藝工隊全盛時期，曾分為甲種、乙種藝工隊：甲種藝工隊屬軍種總部層級，包括陸軍總司令部陸光藝工隊、海軍總司令部海光藝工隊、空軍總司令部藍天藝工隊、臺灣警備總司令部白雪藝工隊、軍管區司令部白雪藝工隊、國防部後備司令部白雪藝工隊等；乙種藝工隊屬軍團層級，曾有陸軍第六軍團司令部大宛藝工隊、陸軍第八軍團司令部干城藝工隊、陸軍第十軍團司令部龍吟藝工隊、陸軍後勤司令部火牛藝工隊、陸軍金門防衛司令部金城藝工隊、海軍陸戰隊司令部陸戰藝工隊、空軍防空砲兵司令部九三藝工隊、國防部憲兵司令部憲光藝工隊等。1995年，中國電影製片廠整編為國防部藝術工作總隊編導技術組，停止電影拍攝，正式走入歷史。2000年7月1日，奉國防部令，國防部藝術工作總隊縮編為國防部政治作戰總隊藝宣大隊，改隸國防部政治作戰總隊。
2004年，國防部政治作戰總隊藝宣大隊縮編為「國防部政治作戰總隊藝宣中心」，轄有戲劇、美術、編導、技術等約60人。
2011年11月9日，民主進步黨立法委員黃偉哲在立法院外交及國防委員會質詢時說，國防部應該「好好利用」延畢即將到期而要服兵役的男藝人。國防部副部長趙世璋表示，藝人未必符合藝工隊需求，國防部會通盤檢討並依入伍藝人的專長安排；藝人明道與阮經天入伍後，國防部一定「好好利用」他們。國防部總政治作戰局代理局長王明我中將表示，藝工隊髮禁較一般部隊寬鬆，辛苦程度未必低於一般部隊，「他們絕對不是當大爺」：藝工隊人力有限，大家都要身兼多職，還必須走遍各營區宣慰官兵，一個月可能要跑20個部隊。當時藝工隊編制60人，駐地為臺北市文山區維揚營區，男隊員多為具有演藝專長的官兵，女隊員通常是約聘僱人員。
2012年，藝工隊的演出場數標準是每月不得低於12場，全年度不得低於144場；3月10日，國防部取消原定於該年11月1日正式裁撤藝工隊的規劃。2013年11月配合精粹案，藝宣中心再縮編成「國防部政治作戰總隊心理作戰大隊第五中隊」，編制40人。
201?年，維揚營區交還財政部國有財產署，國防部政治作戰總隊心理作戰大隊第五中隊駐地改為與國防大學政治作戰學院共用國防大學復興崗校區。
2017年2月12日，心理作戰大隊第五中隊第一分隊分隊長張歆妮少校表示，2016年藝工隊在9個月內在各級部隊一共演出50場，平均每星期不只一場，這已經算是近年場次最少的一年；觀看藝工隊舞台演出的觀眾往往誤以為藝工隊規模很大，其實舞台上從頭到尾只有十幾個人，尤其女生只有5人。

## 裝備

### 輪型載具
| 名稱      | 產地 | 型號           | 數量 | 備註 |
| --------- | ---- | -------------- | ---- | --- |
| 豐田Hilux | 泰國 | 新型野戰喊話車 | 未知 | 外觀以城市型迷彩作為塗裝（灰色系），隨車配備方型陣列式揚聲器（有效音距提升到3,000公尺）、旋翼型無人機。還有偽冒各類音訊、使敵畏戰懼戰的音效後製設備。 |

## 外部連結
- 國防部政戰資訊服務網 - 藝術工作隊 （页面存档备份，存于）